# Método de Argelander
El método de Argelander sirve para calcular el brillo visual de estrellas variables. Al usar este método el observador se puede estimar el cambio de brillo una estrella variable y otra estrella que sirve de comparación. Por eso se dice que es un método “visual”, ya que puede realizarse tanto a simple vista o a través de un instrumento de observación como unos prismáticos o un telescopio sin usar dispositivos electrónicos como PEP o CCD, entre otros.
Para llevar a cabo el estudio se deben tomar dos estrellas de comparación dentro del campo de observación del instrumento utilizado. Una de las estrellas de comparación debe ser más brillante que la variable en estudio, la otra debe ser más débil.

## Descripción
{\displaystyle m_{v}=m_{a}+d_{a}{\frac {m_{b}-m_{a}}{d_{a}+d_{b}}}}

### Donde
- {\displaystyle m_{v}} es la magnitud de la estrella variable {\displaystyle v}.
- {\displaystyle m_{a}} es la magnitud de una estrella {\displaystyle a} más brillante que la variable {\displaystyle v}.
- {\displaystyle m_{b}} es la magnitud de una estrella {\displaystyle b} más débil que la variable {\displaystyle v}.
- {\displaystyle d_{a}} y {\displaystyle d_{b}} son las diferencias de brillo de las estrellas de referencia {\displaystyle a} y {\displaystyle b} respecto a la variable.

### Diferencias de brillo

#### Estrella a
- Si la estrella {\displaystyle a} parece igual de brillante que la variable {\displaystyle v}, entonces {\displaystyle d_{a}=1}.

- Si la estrella {\displaystyle a} parece más brillante que la variable {\displaystyle v} la mayor parte del tiempo, pero en ocasiones parece más débil, entonces {\displaystyle d_{a}=2}.

- Si la estrella {\displaystyle a} parece más brillante que la variable {\displaystyle v} la mayor parte del tiempo, pero en una ocasión parece más débil, entonces {\displaystyle d_{a}=3}.

- Si la estrella {\displaystyle a} parece siempre más brillante que la variable {\displaystyle v} , entonces {\displaystyle d_{a}=4}.

- Si la estrella {\displaystyle a} parece siempre bastante más brillante que la variable {\displaystyle v} , entonces {\displaystyle d_{a}=5}.

#### Estrella b
- Si la estrella {\displaystyle b} parece igual de débil que la variable {\displaystyle v}, entonces {\displaystyle d_{b}=1}.

- Si la estrella {\displaystyle b} parece más débil que la variable {\displaystyle v} la mayor parte del tiempo, pero en ocasiones parece más débil, entonces {\displaystyle d_{b}=2}.

- Si la estrella {\displaystyle b} parece más débil que la variable {\displaystyle v} la mayor parte del tiempo, pero en una ocasión parece más débil, entonces {\displaystyle d_{b}=3}.

- Si la estrella {\displaystyle b} parece siempre más débil que la variable {\displaystyle v} , entonces {\displaystyle d_{b}=4}.

- Si la estrella {\displaystyle b} parece siempre bastante más débil que la variable {\displaystyle v} , entonces {\displaystyle d_{b}=5}.